# Bamenda
Bamenda város Kamerun nyugati részén, az Északnyugat (Nord-Ouest) tartomány székhelye. Lakossága 349 ezer fő volt 2012-ben.
A magas, hűvös, fűvel borított Bamenda-síkságon fekszik. 
Regionális központ. A tea, kávé és banán fontos piaca. Van kézműipara is: hagyományos maszkot, figurákat, cserépedényeket, kőfaragásokat és fából készült zeneszerszámokat készítenek.
A közeli Bamenda-vízesés elektromos energiát szolgáltat.

## Fordítás
Ez a szócikk részben vagy egészben  a   Bamenda című angol Wikipédia-szócikk fordításán alapul.  Az eredeti cikk szerkesztőit annak laptörténete sorolja fel. Ez a jelzés csupán a megfogalmazás eredetét és a szerzői jogokat jelzi, nem szolgál a cikkben szereplő információk forrásmegjelöléseként.